# Édifice Gérard-D.-Levesque
L'édifice Gérard-D. Levesque est le siège du ministère des Finances du Québec. Il abrite le palais de justice de Québec et la Cour d'appel du Québec entre 1887 et 1983.

## Description
L'édifice de forme polygonal possède des façades sur les rues Saint-Louis, du Trésor et des Jardins. Son entrée principale est située au no 12 rue Saint-Louis. Une autre entrée est située au no 39 rue des Jardins. Il est situé immédiatement à l'ouest du château Frontenac et de la place d'Armes et au sud de la cathédrale de la Sainte-Trinité de Québec.

### Extérieur
Construit sur quatre étages dans un style d'inspiration Second Empire, les murs sont en pierre et le dernier étage est mansardé. Son avant-corps, à l'angle des rues Saint-Louis et du Trésor, est une tour d'horloge avec un portique à trois arcades. Les ailes de cette façade principale, en forme de V, sont terminées par des tours d'angle. Son soubassement est entièrement dégagé du côté nord, tandis qu'il est visible en tranchée du côté sud. Le bâtiment est ornementé de motifs héraldiques reliés à l'histoire du Québec.

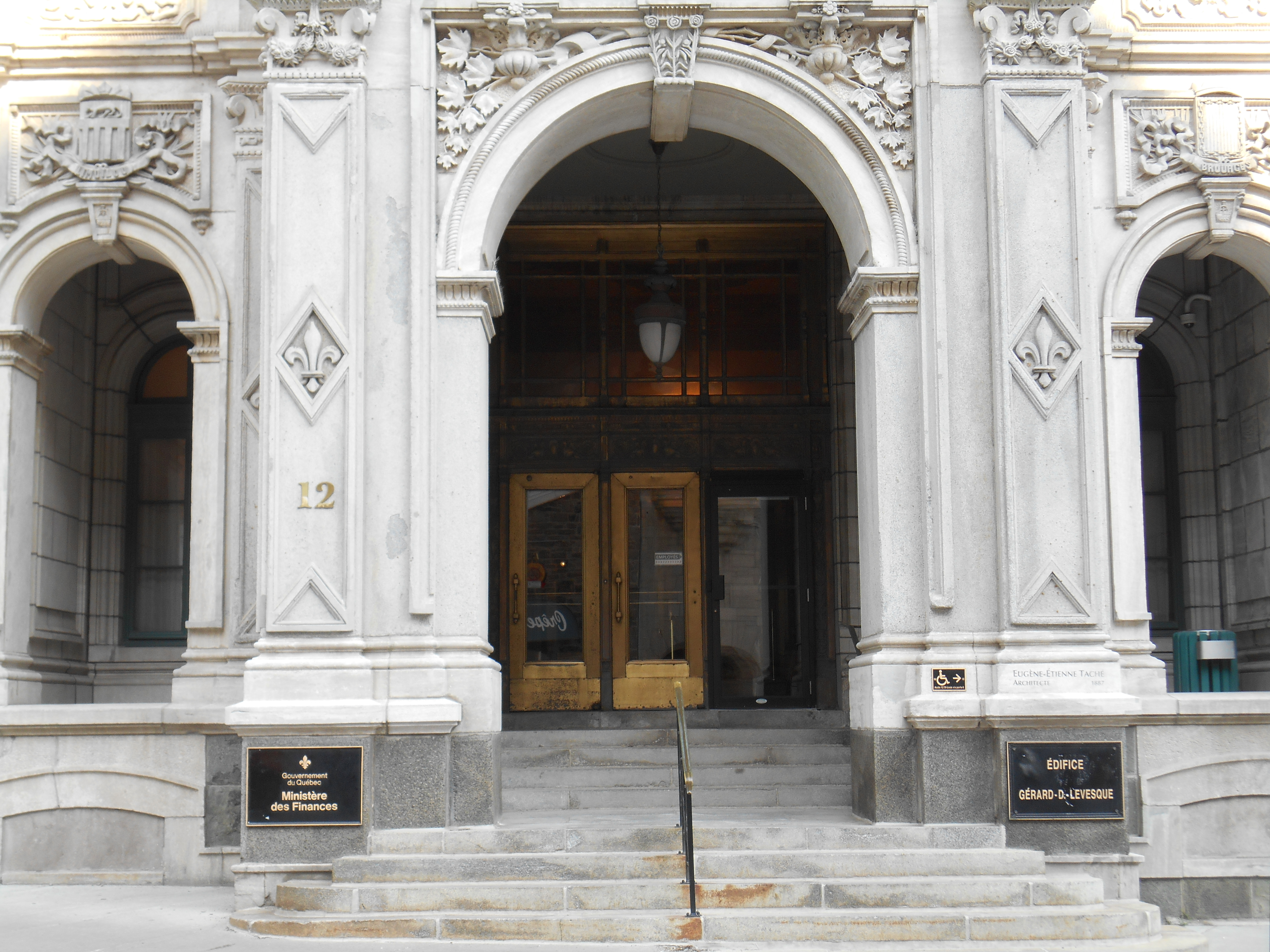
Portique à trois arcades
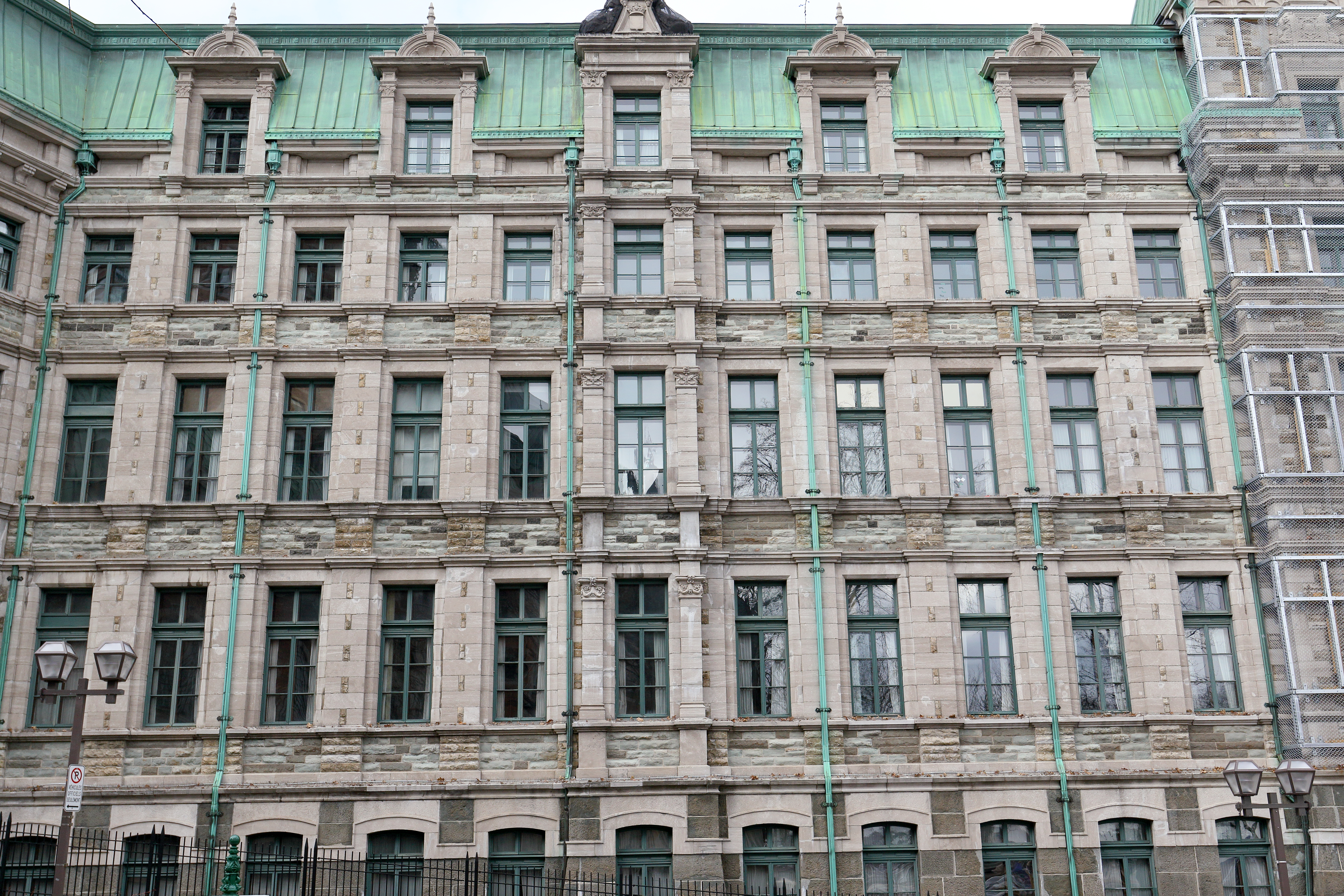
Façade de la rue Saint-Louis
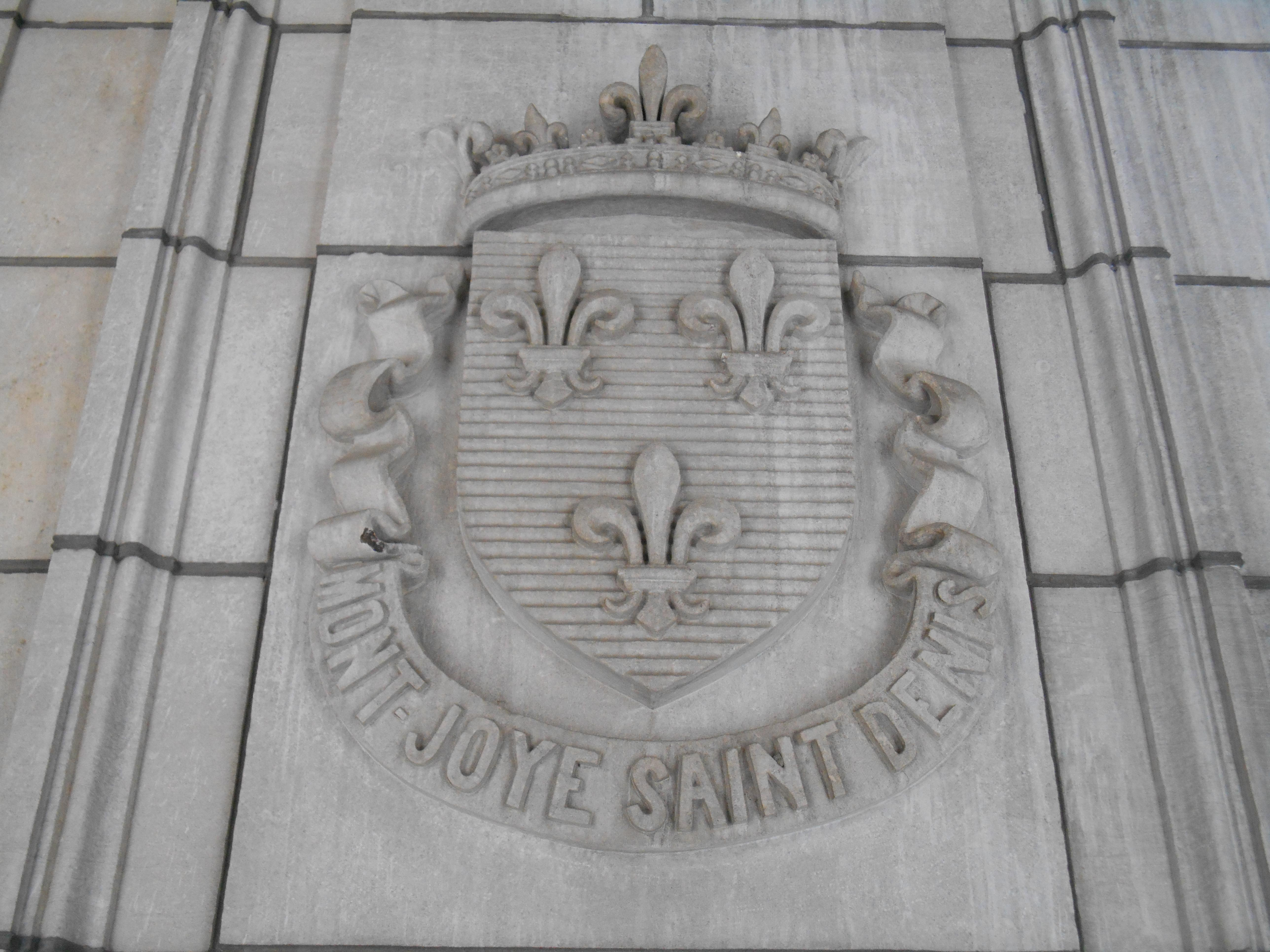
L'écu de France moderne

### Intérieur
L'édifice possède un décor intérieur luxueux et polychromique conçu dans un style Beaux-Arts. On y retrouve des murs en marbre ou en lambris de bois vernis et des plafonds à caissons ornementés.
Le rez-de-chaussée est principalement réservé aux services au public tandis que le premier étage abrite les salles les plus prestigieuses : 
- Salle des assisses : ancienne salle d'audience de la Cour d'appel du Québec, elle a accueilli certains procès célèbres comme celui pour le meurtre d'Aurore, l'enfant martyre. Elle sert de décor à une scène du film La loi du silence d'Alfred Hitchcock en 1952[1]. Elle n'est pas occupée sur une base régulière[2],[3].
- Salle du barreau : salle de réunion du ministère des Finances.
- Bureau du ministre des Finances : anciennement celui du juge en chef du Québec. C'est dans ce bureau que sont présentées traditionnellement les nouvelles chaussures le jour du budget[4].

Une bibliothèque sur deux étages renferme des documents patrimoniaux, comme les anciens budgets du gouvernement du Québec et les comptes publics du 19e siècle. Elle est surplombée par un vaste puits de lumière.

## Histoire

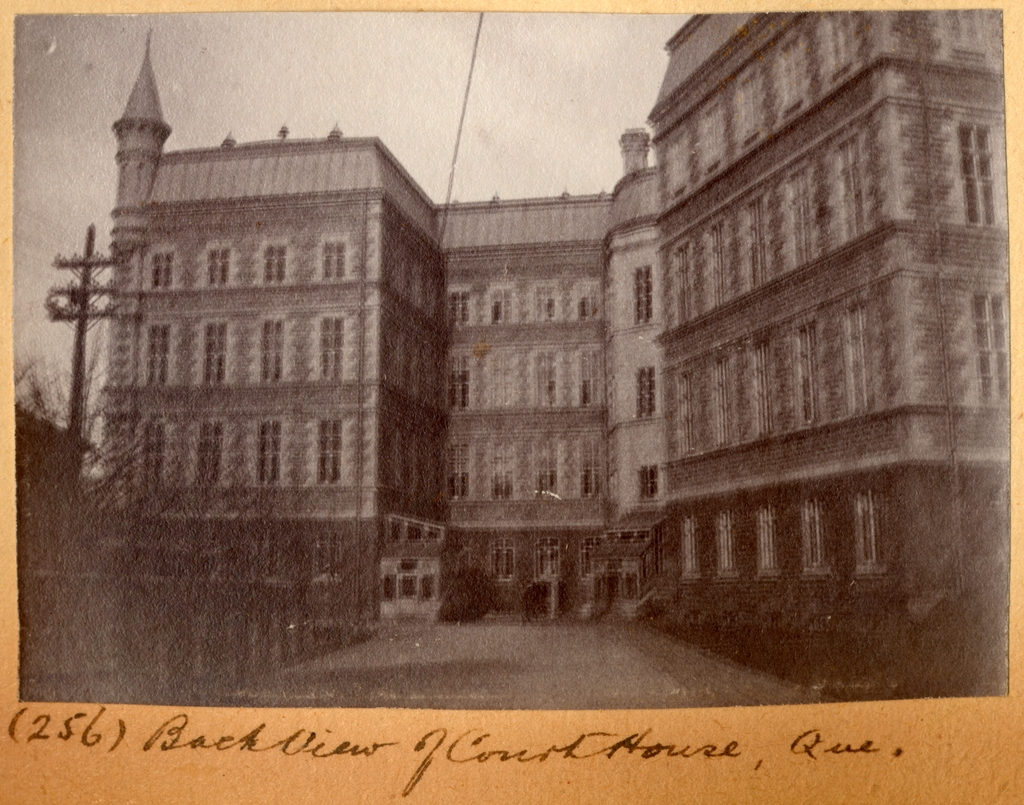
Vue arrière de l'édifice, quelques années après son inauguration.

Avant sa construction, le site de l'édifice est occupé par plusieurs institutions : la sénéchaussée de Québec (1651-1663), le Conseil souverain de la Nouvelle-France (1663-1667), l'église et monastère des Récollets (1671-1796) et le premier palais de justice de Québec (1799-1873). C'est à la suite de l'incendie de ce dernier qu'il est construit.
Les plans sont dessinés par Jean-Baptiste Derome, architecte en chef du département des Travaux publics du Québec, et Eugène-Étienne Taché, architecte de l'hôtel du Parlement du Québec. Les travaux débutent en 1883. Il est l'un des premiers édifices conçus à l'épreuve du feu à Québec. Il est inauguré le 21 décembre 1887 par le premier ministre Honoré Mercier.
Une nouvelle aile est ajoutée entre 1922 et 1927. Le bâtiment original est aussi entièrement restauré. De 1927 à 1934, son décor intérieur est refait entièrement dans le style Beaux-Arts d'après les plans de Sylva Frappier, assisté de Léopold Fontaine.
En 1979, le projet de nouveau palais de justice de Québec à la basse-ville prend forme. L'édifice est désigné lieu historique national du Canada l'année suivante sous le nom de « lieu historique national du Palais-de-Justice-de-Québec ». Il est classé immeuble patrimonial du Québec le 9 juillet 1984.
Après l'inauguration du nouveau Palais de justice en 1983, l'édifice est vidé et des travaux de restauration débutent .
Le ministère des Finances du Québec emménage dans l'édifice en 1987. Son nom actuel, en mémoire du chef de l'opposition, vice-premier ministre et ministre des Finances Gérard D. Levesque, est officialisé par la Commission de toponymie le 9 décembre 1994. En date de janvier 2020, il accueille environ 375 fonctionnaires sur les 600 que compte le ministère. Entre 2020 et 2025, le ministère est relocalisé au 390, boulevard Charest Est pour permettre de la réalisation de travaux.

## Galerie

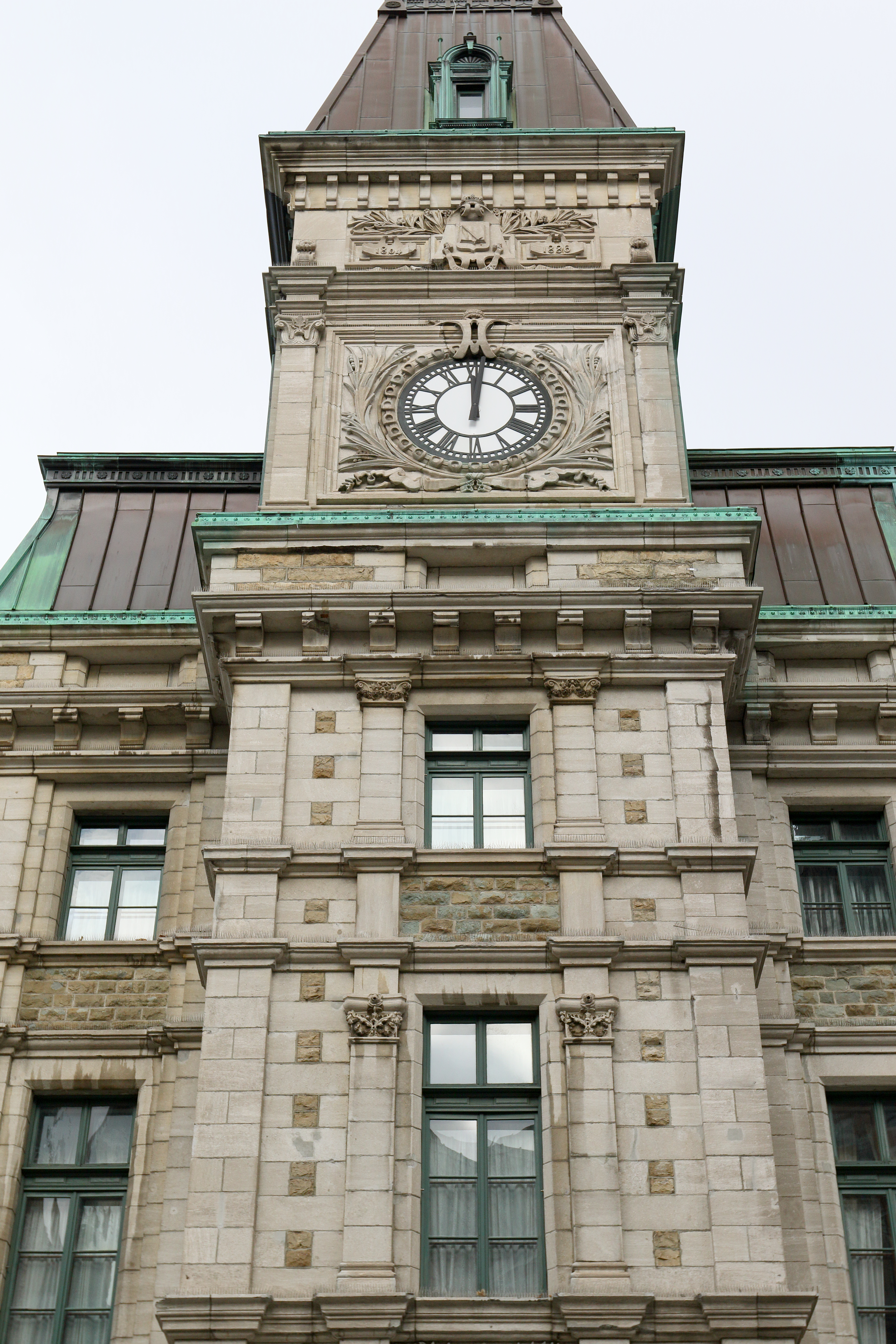
Tour d'horloge
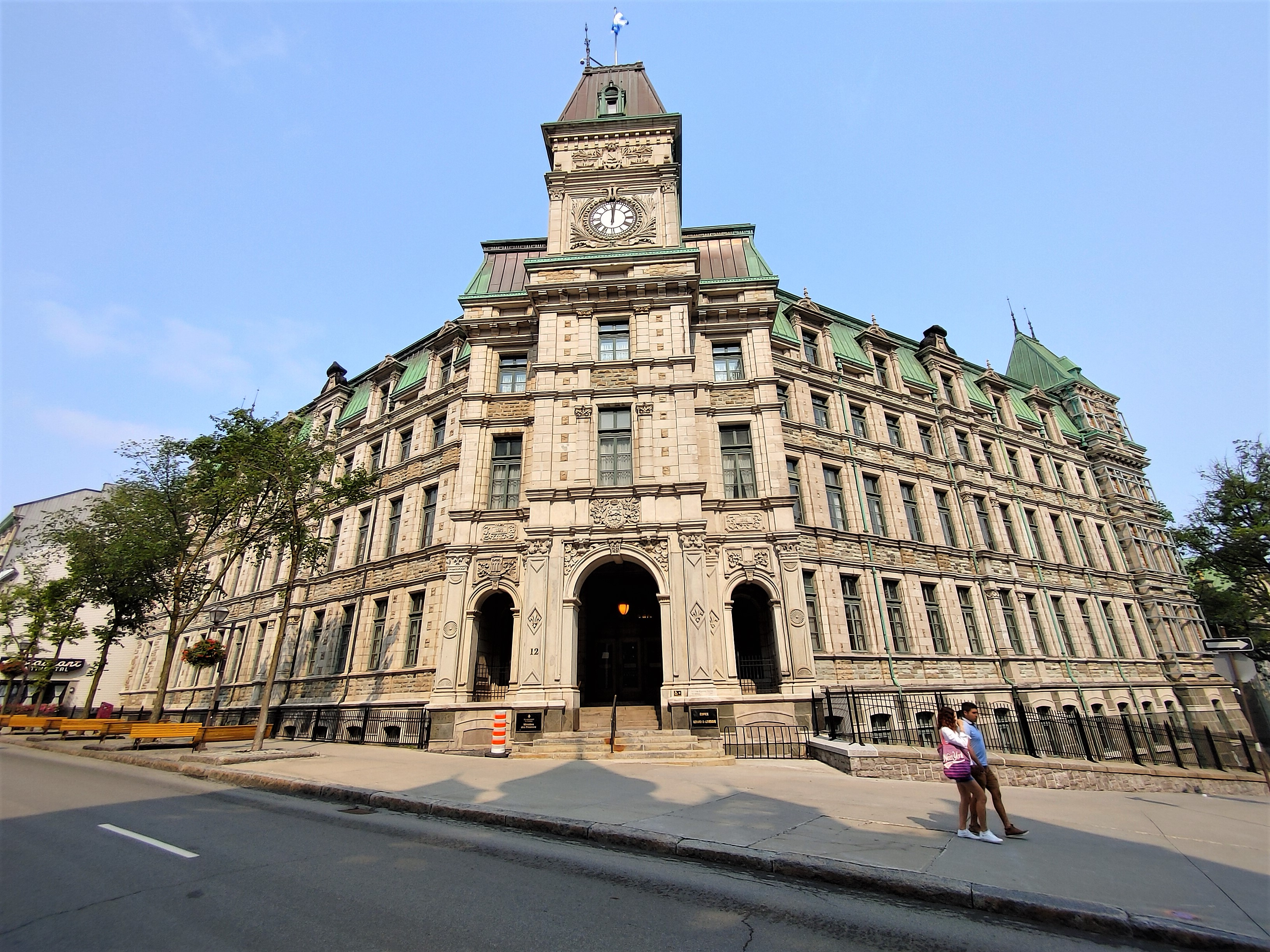
Angle des rues Saint-Louis et du Trésor
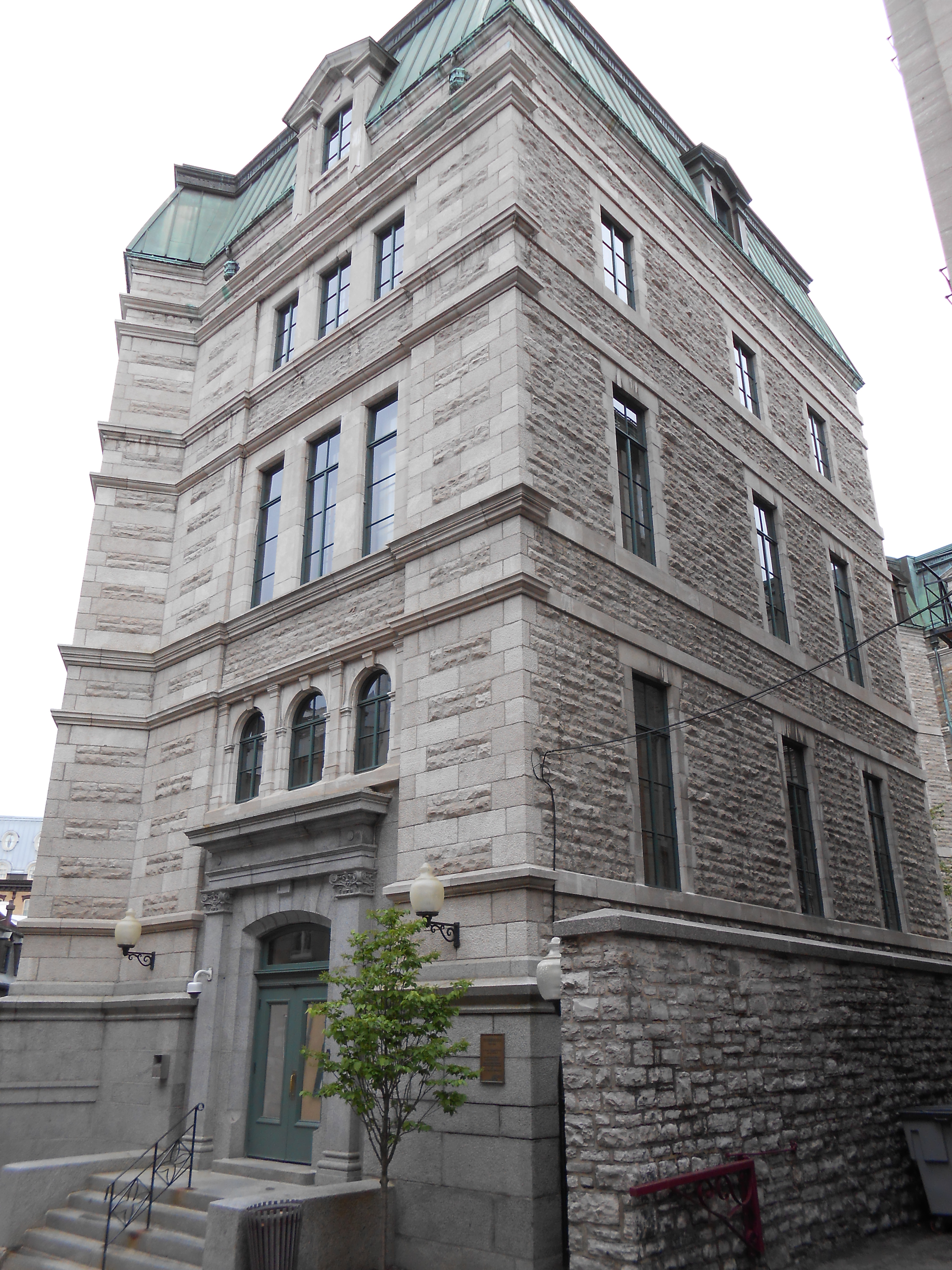
Entrée de la rue des Jardins
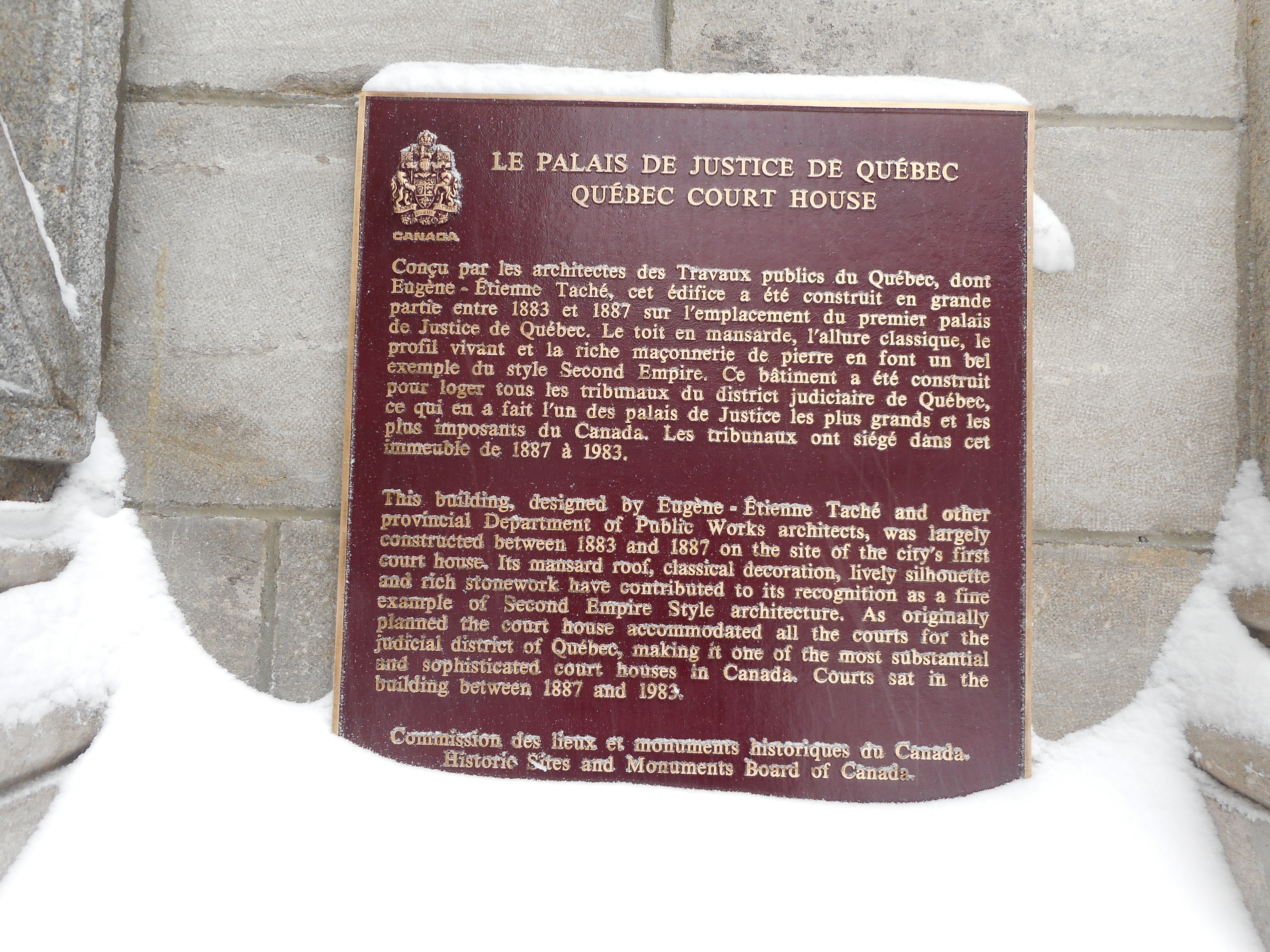
Plaque commémorative
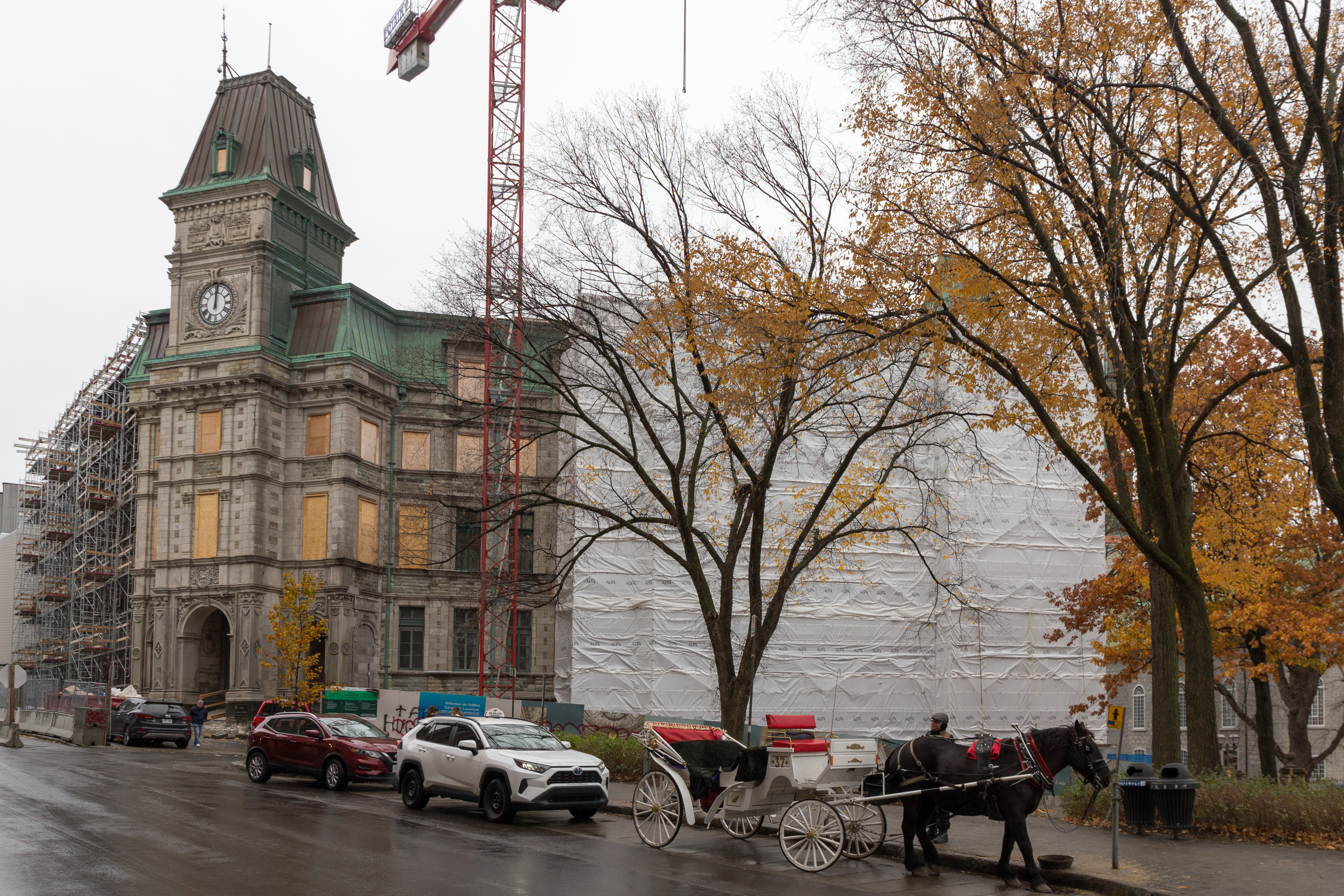
L'édifice en rénovation en 2024